# ハンター・バーガン
ハンター・バーガン（Hunter Lawrence Burgan、1976年5月14日 - ）は、アメリカ合衆国のミュージシャンである。AFIのベーシストである。

## 人物
- カリフォルニア州ロサンゼルス郡で生まれ、カリフォルニア州グラスバレーで育った[1]。

- 菜食主義である[2][3][4]。

- バーガンはプリンスの音楽が大好きで、80年代初期のスタイルのR＆Bを歌うことに専念しているハンターリベンジと呼ばれる。彼自身のサイドプロジェクトも持っている。多楽器奏者であり、バーガンは、ドラム、ベース、ギター、サックス、クラリネット、ピアノを演奏できる。彼はドラマーであり、2005年12月に最終公演を行ったフリスクの創設メンバーの1人であった。1990年代半ばにカリフォルニア州ネバダシティのバンドBadical Turbo Radness（BTR）のドラマーも務めていた。ツアーでアイライナー、ガーデニング、Not Architecture、F-Minus（1回のみ）、およびHalo Friendliesのドラムを演奏した経験がある。

- クラッシュラブを除き、彼の姓はAFIのアルバムのバンドメンバーのリストに記載されていないため、普通に「ハンター」と呼ばれることがよくある。

- Fender American Jazz BassesとAmpeg Amps を使用している[5]。

- Cat With Matchesのイラストを描いている。